# Ich głowy
Ich głowy (fr. La Tête des autres) – jednoaktowa komedia Marcela Aymé. Prapremiera odbyła się w Paryżu 15 lutego 1952.

## Treść
Tematem utworu jest kara śmierci. Głównym bohaterem jest prokurator Maillard, który właśnie celebruje kolejny sukces zawodowy: udało mu się skazać na śmierć muzyka jazzowego, Valorina. Valorin w rzeczywistości ma alibi - spędził upojną noc z Roberte, jednak nie ma szans wykazać tego faktu w sądzie, gdyż Roberte nie chce, by o romansie dowiedział się jej mąż. Kochankiem Roberte jest również Maillard, a więc i on ma interes w utrzymaniu sprawy w tajemnicy. Jedynym wyjściem okazuje się znalezienie prawdziwego sprawcy.

## Ich głowyw Polsce

### Przekład
Utwór przełożyli na język polski Adam Tarn i Maria Wisłowska. 

### Inscenizacje (wybór)
Premiera polska odbyła się ww warszawskim Teatrze Ateneum w 1956 r. (reż. Zdzisław Tobiasz). Utwór został następnie wystawiony w Państwowym Teatrze Satyry w Łodzi (1957, reż. Jerzy Antczak).

### Spektakl telewizyjny
W 1978 r. w Teatrze Telewizji wyemitowano spektakl pt. Ich głowy (reż. Edward Dziewioński).